# Bećir Duraković

Bećir Duraković (1902. Trebinje - 1945. Bleiburg) bio je časnik Hrvatskih oružanih snaga u Nezavisnoj Državi Hrvatskoj, te je bio među prvim poginulim Hrvatima na Bleiburškom polju.

## Životopis
Bećir Duraković je rođen 2. travnja 1902. u mjestu Lastva u blizini Trebinja u jugoistočnoj Hercegovini. Bio je po zanimanju profesionalni vojnik, točnije, satnik. Tijekom života služio je u vojsci Kraljevine SHS, te tijekom uspostave Nezavisne Države Hrvatske priključuje se redovima Hrvatskih oružanih snaga, gdje je bio na poziciji časnika, zapovijedajući pješadijom i tenkovskim jedinicama (otprilike 5 000 vojnika pod zapovjedništvom). 
Za vrijeme djelovanja u Stocu upoznaje svoju buduću ženu Remzu Festić. Osnivavši obitelj u Stocu, dobiva troje sinova. Bio je pozicioniran na mnogim drugim hrvatskim utvrdama kao što je Prijedor, Sanski Most te konačno u Zagrebu.
Dana 29. travnja 1945. godine, dok je bio u zarobljeništvu partizana i engleske vojske na Bleiburškome polju zajedno s većinom vojske NDH i mnogim civilima, Duraković se odbio predati. Pokušao se probiti u tenku. Poginuo je od engleske granate u gorućemu tenku, čime je ostao zapamćen kao jedna od prvih žrtava bleiburškog stradanja.